# Jacob Clay
Jacob Clay (Berkhout, 18 gennaio 1882 – De Bilt, 31 maggio 1955) è stato un fisico olandese.
Allievo di Heike Kamerlingh Onnes, fu docente all'università di Amsterdam dal 1929. Scoprì che i raggi cosmici sono costituiti da particelle elettricamente cariche.